# Gabo - Il mondo di Garcia Marquez
Gabo - Il mondo di Garcia Marquez è un film documentario del 2015 diretto da Justin Webster e basato sulla vita dello scrittore colombiano Gabriel García Márquez.

## Riconoscimenti
| Anno | Premio       | Categoria            | Risultato   |
| ---- | ------------ | -------------------- | ----------- |
| 2016 | Premi Emmy   | Programma artistico  | Candidato/a |
| 2016 | Premio Gaudí | Miglior documentario | Candidato/a |